# Kate Grace
Kate Grace, née le 24 octobre 1988 à Sacramento, aux États-Unis, est une  athlète américaine, spécialiste des courses de demi-fond.

## Biographie
Kate Grace se qualifie pour la finale des Jeux olympiques de Rio où elle termine 8e en 1 min 59 s 57.

## Palmarès
| Date | Compétition                                                          | Lieu             | Résultat | Épreuve     | Temps          |
| ---- | -------------------------------------------------------------------- | ---------------- | -------- | ----------- | -------------- |
| 2014 | Relais mondiaux de l'IAAF                                            | Nassau           | 2e       | 4 × 1 500 m | 16 min 55 s 33 |
| 2016 | Jeux olympiques                                                      | Rio de Janeiro   | 8e       | 800 m       | 1 min 59 s 57  |
| 2016 | Ligue de diamant                                                     | Ligue de diamant | 9e       | 800 m       | détails        |
| 2018 | Championnats d'Amérique du Nord, d'Amérique centrale et des Caraïbes | Toronto          | 1re      | 1 500 m     | 4 min 06 s 23  |

## Records
| Épreuve | Performance   | Lieu        | Date               |
| ------- | ------------- | ----------- | ------------------ |
| 800 m   | 1 min 58 s 28 | Zurich      | 1er septembre 2016 |
| 1 500 m | 4 min 5 s 65  | Los Angeles | 20 mai 2016        |